# Apolitism
Apolitism är inställningen av apati eller antipati gentemot politik. Att vara apolitisk kan också hänvisa till situationer där människor tar en opartisk ståndpunkt när det gäller politiska frågor. Kritiker gentemot apolitism har hävdat att apolitism varken gör en part opolitisk, eller leder denne till att hålla opolitiska förhållningssätt och fördomar.